# Arnold Flammersfeld
Arnold Flammersfeld (* 10. Februar 1913 in Berlin; † 5. Januar 2001 in Icking) war ein deutscher Physiker und Hochschullehrer.
Flammersfeld studierte von 1931 bis 1937 Physik an der Friedrich-Wilhelms-Universität (seit 1949 Humboldt-Universität) in Berlin. Ab 1937 war Flammersfeld Wissenschaftlicher Mitarbeiter von Lise Meitner am Kaiser-Wilhelm-Institut für Chemie in Berlin-Dahlem, dessen dritte Abteilung von Otto Hahn und Lise Meitner geleitet wurde. Diese Abteilung gehörte zu den führenden Kernphysik-Instituten. Hier promovierte Flammersfeld 1938 bei Kurt Philipp mit einer Messung des Betaspektrums des Wismut-Isotops 210Bi, das die Theorie des Betazerfalls erst viele Jahre später interpretieren konnte. Wenige Monate später musste Lise Meitner Deutschland verlassen. Flammersfeld hielt aber brieflichen Kontakt mit ihr und berichtete über den Fortschritt seiner spektroskopischen Arbeiten.
Flammersfeld war von 1939 bis 1945 Mitarbeiter am deutschen „Uranprojekt“, zunächst für zwei Jahre unter Walther Bothe im Institut für Physik am Kaiser-Wilhelm-Institut für medizinische Forschung (seit 1948 Max-Planck-Institut für medizinische Forschung) in Heidelberg, anschließend wieder am Dahlemer Institut, das 1943 nach Tailfingen (Württemberg) verlegt wurde. In Heidelberg arbeitete er mit Bothe über die Spaltung und den resonanten Neutroneneinfang in natürlichem Uran, und außerdem untersuchte er die Produkte der Uranspaltung. Dabei konnte er mit einer Doppel-Ionisationskammer die „Zwei-Höcker-Struktur“ in der Energie- und Massenstruktur der Spaltbruchstücke nachweisen. In Tailfingen begann Flammersfeld an einem kleinen Teilchenbeschleuniger mit Experimenten zur Erzeugung isomerer Atomkerne, die dann für längere Zeit sein wichtigstes Arbeitsgebiet bildeten. Von dort aus habilitierte sich Flammersfeld 1947 in Tübingen, war hier Privatdozent und wechselte 1949 an das Max-Planck-Institut für Chemie in Mainz. Hier wurden vor allem die Isomerenexperimente fortgesetzt und um die Messung von Koeffizienten bei konvertierten Strahlungsübergängen erweitert. Gemeinsam mit Josef Mattauch publizierte er den für längere Zeit maßgeblichen „Isotopenbericht“.
1954 ging Arnold Flammersfeld in der Nachfolge von Hans Kopfermann als Direktor des II. Physikalischen Instituts an die Georg-August-Universität in Göttingen. Dort baute er ein modernes Institut für Kernphysik auf. Zunächst wurde an einem 1 MV-Drucktank-Kaskadenbeschleuniger die Herstellung und Spektroskopie isomerer Atomkerne fortgesetzt und durch den Einsatz der damals neuen Szintillationsdetektoren für Elektronen und Photonen erweitert. Dann folgte 1958 ein Ruf auf die Stelle des Physikalischen Direktors am Hahn-Meitner-Institut in Berlin-Wannsee. Flammersfeld entschloss sich jedoch, in Göttingen zu bleiben. In der Folge wurde das Göttinger Institut wesentlich vergrößert und ein großer Beschleuniger kam nach Göttingen. Das Synchrozyklotron diente in erster Linie der Isotopenproduktion. An der Maschine sowie im neu installierten Radiochemischen Labor wurden reine Quellen für die ausgiebig betriebene Zerfallsspektroskopie hergestellt. Eine wichtige Rolle spielten dabei unter anderem die direkte Erzeugung gasförmiger Quellen im internen Strahl und auch der schnelle Transport von radioaktiven Kernen an Aerosolen in Edelgas-Jets. Der interne Zyklotronstrahl war für die Herstellung starker monochromatischer Photonenquellen geeignet, mit denen u. a. der erste Nachweis der dispersiven Delbrück-Streuung gelang. Dieser Effekt, der bereits 1933 im Dahlemer Institut vorausgesagt wurde, beruht auf der Vakuumpolarisation, die dem Coulombfeld von schweren Kernen einen Brechungsindex verleiht.
Neben der Forschung war Arnold Flammersfelds zentrales Anliegen die akademische Lehre, besonders die Ausbildung der Studenten in den großen Praktika. Die Göttinger Akademie der Wissenschaften wählte Flammersfeld 1956 zu ihrem Mitglied. Im Amtsjahr 1961/62 war er Rektor der Universität Göttingen. Im Jahr 1978 erfolgte die Emeritierung.

## Veröffentlichungen (Auswahl)
- Eine genaue Bestimmung des kontinuierlichen Beta-Spektrums des RaE. Jena 1938.
- Isomere zu stabilen Kernen bei Rhodium, Silber, Dysprosium und Hafnium. 1946.
- mit Josef Mattauch: Isotopenbericht. Tübingen 1949.
- Probleme der heutigen Atomphysik (= Göttinger Universitätsreden. Heft 34). Vandenhoeck & Ruprecht, Göttingen/Zürich 1962.